# Мунипов, Владимир Михайлович
Влади́мир Миха́йлович Муни́пов (31 марта 1931 — 16 апреля 2012) — советский и российский учёный, доктор психологических наук, профессор по специальности «эргономика», заслуженный работник культуры РСФСР (1981), академик Российской академии образования (1995). Один из основателей советской эргономики. Преподавал в МГУ, МИРЭА, МГППУ и других вузах. В университете «Дубна» стоял у истоков создания кафедры психологии, с 2008 года являлся председателем Государственной аттестационной комиссии кафедры.

## Биография
В 1954 году окончил естественнонаучное отделение философского факультета МГУ им. М. В. Ломоносова, ученик Т. И. Ойзермана и Е. Н. Соколова.
В 1962 году стал одним из создателей ВНИИ технической эстетики, где работал по 1992 год и организовал первый в стране отдел эргономики.
В 1968 году под руководством С. Г. Геллерштейна защитил кандидатскую диссертацию «В. М. Бехтерев и его место в истории русской педагогики и педагогической психологии».
В 1971 году начал преподавать курс эргономики и дизайна в МГУ; в 1990 г. стал там профессором кафедры психологии труда и инженерной психологии факультета психологии.
В 1972 году возглавил вновь созданный Международный координационный центр стран-членов СЭВ в области эргономики.
В 1988 году защитил первую в СССР докторскую диссертацию по специальности «эргономика» на тему «Формирование эргономики как научной и проектировочной дисциплины».
В 1992 году по инициативе В. М. Мунипова создана «Ассоциация прикладной эргономики», которую он возглавил. В том же году основным местом работы В. М. Мунипова стала кафедра эргономики МИРЭА, на которой он был профессором.
С 1995 года — и. о. академика-секретаря Отделения высшего образования Российской академии образования.
В 2000 году «Международная энциклопедия эргономики и человеческих факторов» (International Encyclopedia of Ergonomics and Human Factors) в главе XIII «Выдающиеся профессионалы в области человеческих факторов и эргономики» опубликовала биографический очерк о В. М. Мунипове в числе 39 ведущих ученых со всего мира.
В. М. Мунипов являлся членом Международной комиссии по человеческим аспектам компьютеризации (с 1982 г.), членом совета Международного фонда исследования производства (с 1993 г.) и членом правления Союза дизайнеров (с 1987 г.).
Сын — Михаил.

## Научная деятельность
В. М. Мунипов разрабатывал основы комплексного изучения человека в труде. Он обобщил опыт организации междисциплинарных исследований в области гигиены, биомеханики, физиологии, психофизиологии, психологии труда и инженерной психологии. В. М. Муниповым была предложена новая концепция качества труда, повешения его содержательности и привлекательности, основанная на междисциплинарном подходе и, в частности, на психологической теории деятельности.
Другим направлением научной деятельность В. М. Мунипова был анализ современного состояния и тенденций развития наук о трудовой деятельности в нашей стране и в мире. Его работы позволили выявить целые пласты психологических, психофизиологических и эргономических знаний в трудах В. М. Бехтерева, В. Н. Мясищева, С. Г. Геллерштейна, И. Н. Шпильрейна, Н. А. Бернштейна и др., которые ранее не могли быть введены в структуру истории отечественной психологии и физиологии труда.
Методологические, исторические и экспериментальные работы В. М. Мунипова в области эргономики позволили определить её статус как дисциплины неклассического типа, одновременно являющейся и сферой научного знания и практической (проектировочной) деятельности, комплексно решающей проблемы проектирования техники, программного обеспечения, условий труда, профессионально обучения и отбора. На экспериментальных исследованиях визуального мышления, выполненных В. М. Муниповым, строятся концепции промышленного дизайна, дизайна среды и эргодизайна.

## Издательская деятельность
В. М. Мунипов был главным редактором и одним из организаторов журнала «Прикладная эргономика».
Он входил в состав редакционных коллегий журналов:
- «Вопросы психологии»,
- «Техническая эстетика»,
- «Культурно-историческая психология»[3],
- Human Factors and Ergonomics in Manufacturing
- Human-Computer Interactions
- Applied Ergonomics
- International Journal of Occupational Safety and Ergonomics (c 1995 по 2002 г.)[4]

и в редакционный совет журнала «Психологическая наука и образование».

## Общественная и культурная деятельность
В. М. Мунипов принимал участие в работе консультационного совета при Мосфильме, где среди прочего отстаивал прокат фильма Э. Рязанова «Человек ниоткуда».
В 1982 г. он организовал знаменитые гастроли М. К. Мамардашвили в Институте Психологии, на основе которых написаны «Кантианские вариации» и «Картезианские размышления».
В 1989 г. он был организатором Международной выставки «Дизайн в СССР» в Индии (гг. Дели, Бангалор).
В 1993 г. В. М. Мунипов участвовал в Конституционном совещании, разрабатывавшем Конституцию РФ, по просьбе администрации президента Б. Н. Ельцина в качестве психолога-консультанта

## Преподавательская деятельность
Свой профессиональный путь В. М. Мунипов начал учителем психологии и логики в школе № 59 г. Москвы. С 1992 г. и до конца жизни он активно работал в системе образования: был профессором на кафедре Эргономика МИРЭА, Московского городского психолого-педагогического университета, Международного университета «Дубна».

## Память
В 2012 году в дар кафедре психологии университета «Дубна» была передана библиотека В. М. Мунипова, а также при кафедре психологии университета «Дубна» в честь Владимира Михайловича Мунипова был создан Психологический центр имени В. М. Мунипова. 10 апреля 2013 года ПЦИМ была организована конференция, посвященная памяти В. М. Мунипова «ПСИХОЛОГИ ОТЕЧЕСТВА: К 82-ЛЕТИЮ В. М. МУНИПОВА».

## Основные публикации
В. М. Мунипов опубликовал свыше 300 научных работ; 8 книг и учебных пособий переведены и изданы за рубежом на английском, болгарском, венгерском, испанском, немецком, польском, словацком, чешском, французском, шведском языках. Он является соавтором первого в стране учебного пособия по эргономике для студентов университетов, обучающихся по специальности «психология».
- Мунипов В. М., Зинченко В. П. Методологические проблемы эргономики. М., 1974.
- Мунипов В. М. Разработка научных основ эргономических норм и требований. М., 1978.
- Мунипов В. М. Современное состояние и тенденции развития эргономики. М., 1978.
- Мунипов В. М., Зинченко В. П. Основы эргономики. Учебное пособие. М., 1979.
- Мунипов В. М. Эргономика. Принципы и рекомендации. М., 1983.
- Мунипов В. М. История советской психологии труда. Тексты (20-30-е гг. XX в.). М., 1983.
- Мунипов В. М. Современное состояние и тенденции развития эргономики за рубежом. М., 1987.
- Даниляк В. И., Мунипов В. М., Федоров М. В. Эргодизайн, качество, конкурентоспособность. М., 1990.
- Munipov V.M. Chernobyl operators: criminals or victims? // Applied Ergonomics. 1992. Vol. 23 (5). pp. 337–342.
- Мунипов В. М. Эргономические принципы конструирования. Киев, 1992.
- Мунипов В. М. Камо грядеши, эргономика? М., 1992.
- Мунипов В. М., Зинченко В. П. Эргономика. Человекоориентированное проектированное техники, программного обеспечения и среды.: Учебник. — М.: Логос, 2001.

История медицины, персоналии
- Мунипов В. М. В. М. Бехтерев (1857—1927). — М.: Медицина, 1969. — 56 с. — (Выдающиеся деятели отечественной медицины и здравоохранения). (Бехтерев, Владимир Михайлович)